# Gosen-Neu Zittau
Gosen-Neu Zittau – gmina w Niemczech, w kraju związkowym Brandenburgia, w powiecie Oder-Spree, wchodzi w skład Związku Gmin Spreenhagen.